# 1339
| [ Edytuj tabelę ]                          |                                                                                                   |
| Król Polski                                | - 1333 Kazimierz III Wielki 1370                                                                  |
| Król Albanii                               | - 1332 Robert 1364                                                                                |
| Współksiążęta Andory                       | - 1326 Arnau de Llordà 1341 - 1315 Gaston II 1343                                                 |
| Król Anglii                                | - 1327 Edward III 1377                                                                            |
| Król Aragonii i Walencji, hrabia Barcelony | - 1336 Piotr IV Aragoński 1387                                                                    |
| Władca Azteków                             | - 1325 Tenoch 1376                                                                                |
| Margrabia Brandenburgii                    | - 1320 Ludwik 1351                                                                                |
| Książę Burgundii                           | - 1315 Eudes IV 1349                                                                              |
| Książę Dolnej Bawarii                      | - 1309 Henryk XIV Bawarski 1339 - 1339 Jan I Dziecię 1340                                         |
| Książę Górnej Bawarii                      | - 1294 Ludwik III 1340                                                                            |
| Cesarz Bizancjum                           | - 1328 Andronik III Paleolog 1341                                                                 |
| Car Bułgarii                               | - 1331 Iwan Aleksander 1371                                                                       |
| Cesarz Chin                                | - 1333 Huizong 1368                                                                               |
| Król Cypru                                 | - 1324 Hugo IV 1359                                                                               |
| Król Czech                                 | - 1310 Jan Luksemburski 1346                                                                      |
| Król Danii                                 | - 1332 interregnum 1340                                                                           |
| Władca Egiptu                              | - 1310 An-Nasir Muhammad 1341                                                                     |
| Cesarz Etiopii                             | - 1314 Amde Tsyjon I 1344                                                                         |
| Król Francji                               | - 1328 Filip VI 1350                                                                              |
| Król Gruzji                                | - 1314 Jerzy V Wspaniały 1346                                                                     |
| Hrabia Holandii                            | - 1337 Wilhelm IV 1345                                                                            |
| Cesarz Japonii                             | - 1318 Go-Daigo 1339 - 1339 Go-Murakami 1368                                                      |
| Kalif                                      | - 1302 Al-Mustakfi I 1340                                                                         |
| Król Kastylii i Leónu                      | - 1312 Alfons XI 1350                                                                             |
| Patriarcha Konstantynopola                 | - 1334 Jan XIV Kalekas 1347                                                                       |
| Władca Korei                               | - 1332 Ch’ungsuk 1339 - 1339 Ch’unghye 1344                                                       |
| Wielki książę litewski                     | - 1316 Giedymin 1341                                                                              |
| Cesarz Majapahitu                          | - 1328 Tribhuwana Widżajatunggadewi 1350                                                          |
| Sułtan Maroka                              | - 1331 Abu al-Hassan Ali I 1350                                                                   |
| Książę Mediolanu                           | - 1329 Luchino 1339 - 1339 Giovanni 1354                                                          |
| Senior Monako                              | - 1338 Karol I 1357                                                                               |
| Wielki książę moskiewski                   | - 1328 Iwan I Kalita 1340                                                                         |
| Król Nawarry                               | - 1328 Joanna II z Nawarry i Filip z Évreux 1342                                                  |
| Król Norwegii                              | - 1319 Magnus Eriksson 1355                                                                       |
| Hrabia Palatynatu                          | - 1327 Rudolf II Wittelsbach 1353                                                                 |
| Papież                                     | - 1334 Benedykt XII 1342                                                                          |
| Król Portugalii                            | - 1325 Alfons IV 1357                                                                             |
| Książę Rusi halickiej                      | - 1323 Jerzy II 1340                                                                              |
| Cesarz Rzymski (niemiecki)                 | - 1314 Ludwik IV Bawarski 1347                                                                    |
| Książę Saksonii                            | - 1298 Rudolf I 1356                                                                              |
| Kapitanowie Regenci San Marino             | - 1338 Denaro Madroni Fosco Raffanelli 1339 - 1339 Ricevuto di Ughetto Gioagnolo di Acaptolo 1339 |
| Car Serbii                                 | - 1331 Stefan Urosz IV Duszan 1355                                                                |
| Król Szkocji                               | - 1329 Dawid II Bruce 1371                                                                        |
| Król Szwecji                               | - 1319 Magnus Eriksson 1363                                                                       |
| Sułtan Turków                              | - 1324 Orchan 1360                                                                                |
| Doża Wenecji                               | - 1328 Francesco Dandolo 1339 - 1339 Bartolomeo Gradenigo 1342                                    |
| Król Węgier                                | - 1308 Karol Robert 1342                                                                          |
| Wielki mistrz zakonu krzyżackiego          | - 1335 Dietrich von Altenburg 1341                                                                |

Rok 1339 / MCCCXXXIX
stulecia: XIII wiek ~
XIV wiek ~
XV wiek

lata: 1329 «
1334 «
1335 «
1336 «
1337 «
1338 «
1339
» 1340
» 1341
» 1342
» 1343
» 1344
» 1349

## Wydarzenia w Polsce
- 20 stycznia – Bolesław Jerzy II lokował na prawie magdeburskim Sanok.
- 4 lutego – przed wysłannikami papieża Benedykta XII rozpoczął się proces warszawski, którego stronami były Korona Królestwa Polskiego i Zakon krzyżacki.
- 9 lutego – Kazimierz III Wielki ratyfikował Traktat wyszehradzki. Kazimierz III Wielki w tzw. akcie krakowskim potwierdził zrzeczenie się na rzecz Czech praw do większości Śląska (z wyjątkiem księstw: jaworskiego, świdnickiego, ziębickiego oraz księstwa biskupiego nyskiego). Wcześniejszego układu w Trenczynie z 1335 król nie ratyfikował.
- 15 września – zakończył się polsko-krzyżacki proces warszawski.

## Wydarzenia na świecie
- 21 czerwca – Szwajcarzy pokonali feudałów habsburskich w bitwie pod Laupen.
- 9 lipca – na zjeździe wyszehradzkim Kazimierz Wielki zawarł układ z Karolem Robertem dotyczący sukcesji tronu polskiego i sojuszu w walkach z Krzyżakami.
- 16 września – zapadł wyrok w kolejnym procesie polsko-krzyżackim: Krzyżacy mieli zwrócić Polsce zagrabione ziemie.

## Urodzili się
- 23 lipca – Ludwik I Andegaweński, książę Andegawenii i Turenii, hrabia Maine (zm. 1384)
- 1 listopada – Rudolf IV Założyciel, książę Austrii z dynastii Habsburgów (zm. 1365)

## Zmarli
- 17 lutego – Otto Wesoły, książę Austrii, Karyntii i Styrii (ur. 1301)
- 25 maja – Aldona Anna Giedyminówna, żona Kazimierza Wielkiego, królowa polska (ur. ok. 1310)
- 1 / 2 września – Henryk XIV Bawarski, książę Dolnej Bawarii (ur. 1305)
- 19 września – Go-Daigo, cesarz Japonii (ur. 1288)
- 29 października – Aleksander twerski, wielki książę twerski i włodzimierski (ur. 1301)
- 10 grudnia – Jadwiga, żona Władysława Łokietka, królowa polska (ur. ok. 1266)
- data dzienna nieznana:
  - 1338/1339 – Przemysł sieradzki, książę sieradzki i inowrocławski (ur. 1278)

## Prawa miejskie
- Oborniki, potwierdzenie otrzymane przez Kazimierza III Wielkiego.